# Скотсвил (Тексас)
Скотсвил (енгл. Scottsville) град је у америчкој савезној држави Тексас. По попису становништва из 2010. у њему је живело 376 становника.

## Демографија
Према попису становништва из 2010. у граду је живело 376 становника, што је 113 (43,0%) становника више него 2000. године.
| Група             | 2000.       | 2010.       |
| Белци             | 110 (41,8%) | 153 (40,7%) |
| Афроамериканци    | 144 (54,8%) | 174 (46,3%) |
| Азијати           | 0 (0,0%)    | 7 (1,9%)    |
| Хиспаноамериканци | 4 (1,5%)    | 27 (7,2%)   |
| Укупно            | 263         | 376         |